# Raffaella Morganti
Raffaella Morganti (19 september 1958) is een Italiaanse astrofysica en radioastronome. Ze is bijzonder hoogleraar Structuur en evolutie van radiomelkwegstelsels aan het Kapteyn Instituut van de Rijksuniversiteit Groningen en senior-onderzoeker bij ASTRON.

## Opleiding en carrière
Morganti studeerde in 1982 cum laude af in de sterrenkunde aan de Universiteit van Bologna met een afstudeerscriptie over radiosterrenstelsels. In 1987 promoveerde ze aan de Universiteit van Bologna met het proefschrift Morphology and Physics of Radiogalaxies. Van 1988 tot 1989 was ze fellow bij de Europese Zuidelijke Sterrenwacht in Garching. Daarna was ze van 1989 tot 1999 stafastronoom bij het Istituto di Radioastronomia in Bologna. In 1999 verhuisde Morganti naar Nederland en werd ze onderzoeker bij ASTRON in Dwingeloo. In 2005 werd ze daarnaast deeltijddocent aan de Rijksuniversiteit Groningen. In 2011 werd ze benoemd aan de Rijksuniversiteit Groningen tot bijzonder hoogleraar Structuur en evolutie van radiomelkwegstelsels.

## Onderzoek
Het onderzoek van Morganti richt zich op superzware zwarte gaten in de centra van sterrenselsels. Ze analyseert van radiosterrenstelsels hun levenscyclus en de verdeling van gas. Ze gebruikt hiervoor radiotelescopen zoals de Westerbork Synthese Radio Telescoop, LOFAR en Atacama Large Millimeter Array. Morganti liet in 2022 met collega's zien dat een weinig actief zwart gat in het centrum van een sterrenstelsel toch de omgeving kan schoonblazen. En in 2023 publiceerde ze met haar team een overzichtsstudie van de gasverdeling rond acht jonge radiosterrenstelsels.

## Prijzen en onderscheidingen (selectie)
- 2013-2018 ERC Advanced Grant van de Europese Onderzoeksraad[1]
- 2013 Mondo Italia Award[8]
- 2014 Commandeur in de Orde van de Ster (Italië)[9][10][11]
- 2022 Best Female Scientist Award van Research.com[12]